# Je te donne
Je te donne is een single van de Franse muzikant Jean-Jacques Goldman en de Britse zanger Michael Jones uit 1985. Het is de vijfde single van Goldmans vierde studioalbum Non homologué.
Jean-Jacques Goldman en Michael Jones kenden elkaar van de muziekgroep Taï Phong, waarvan beiden lid waren. Goldman verliet de groep echter omdat hun teksten steeds vaker Engelstalig waren, en niet Franstalig, zoals Goldman wilde. "Je te donne" is gedeeltelijk Franstalig en Engelstalig. Goldman schreef en zong het Franstalige gedeelte, terwijl Jones, die van Welsche afkomst is, het Engelstalige gedeelte schreef en zong. Het thema van het lied is rassenvermenging, wat Goldman en Jones als iets goeds voor de samenleving beschouwden. De twee muzikanten schreven het nummer als een reactie op de opkomst van het Front national van Jean-Marie Le Pen in de jaren '80.
"Je te donne" werd een enorme hit in Frankrijk en behaalde daar de nummer 1-positie. Vandaag de dag verwerft het nummer er nog steeds populariteit en wordt het nog altijd veel gedraaid.